# União das Freguesias de Moimenta e Montouto
União das Freguesias de Moimenta e Montouto, kurz UF Moimenta e Montouto ist eine Gemeinde (Freguesia) im portugiesischen Kreis von Vinhais, in der Region Trás-os-Montes.
Die Gemeinde hat 278 Einwohner und eine Fläche von 43,35 km² (Stand nach Zahlen vom 30. Juni 2011).
Sie entstand im Zuge der Administrative Neuordnung in Portugal 2013 am 29. September 2013 durch Zusammenschluss der Gemeinden Moimenta und Montouto. Sitz der neuen Gemeinde wurde Moimenta.